# ديكرانانيات
الديكرانانيات (الاسم العلمي: Dicranidae) هي صنف من النباتات تتبع طائفة الحزازيات الحقيقية.

## التصنيف
- رتبة الإغريميات
  - فصيلة الإغريمية
    - جنس الإغريمة
- رتبة أشنيات بوت
  - فصيلة أشنات بوت
    - جنس أشنة بوت